# Platypelis grandis
Platypelis grandis  — вид земноводних роду Platypelis родини Microhylidae. 

## Опис
Самці сягають завдовжки до 9 см, самиці до 5 см. 

## Поширення
Вид є ендеміком Мадагаскару. Широко поширений на півночі та сході країни. Населяє тропічні та субтропічні дощові ліси.

## Спосіб життя
Це деревний вид,  все життя проводить на деревах. Ікру відкладує у дупла та пазухи між гілками дерев. Там розвиваються пуголовки. Личинки нічого не їдять поки не перетворяться.